# Whipbacks
En whipback er en øvelse der bruges inden for springgymnastikken. Det er en flikflak bare uden støtte fra armene, så det bare bliver en baglæns salto, men stadig med samme kraft og længde som en flikflak. Denne skal udføres under skulderhøjde, da der er forskel på en baglæns salto, (som udføres over skulderhøjde) og en whipback (som udføres under skulderhøjde)
Denne øvelse bruges som regel til at øge kraft, og fart i sin øvelse.
Denne øvelse ses oftes i sporten Powertumbling